# Microrégion de Campo Grande
La microrégion de Campo Grande est l'une des deux microrégions qui subdivisent le centre-nord de l'État du Mato Grosso do Sul au Brésil.
Elle comporte 8 municipalités qui regroupaient 896 489 habitants en 2012 pour une superficie totale de 28 261 km2.

## Municipalités[1]
- Bandeirantes
- Campo Grande
- Corguinho
- Jaraguari
- Rio Negro
- Rochedo
- Sidrolândia
- Terenos